# RAD51
La recombinase RAD51 fait partie de la famille des protéines RAD51. Chez les eucaryotes, elle est codée par le gène RAD51 qui, chez l'humain, se trouve sur le chromosome 15. Elle participe à la réparation de l'ADN, et plus particulièrement des lésions doubles brins. La famille RAD51 est homologue des protéines RecA chez les bactéries, RadA chez les archées et Rad51 chez les levures. Cette protéines est hautement conservée chez la plupart des eucaryotes, depuis les levures jusqu'aux humains. 
Il existe de deux produits de transcription de ce gène distincts, résultant d'un mécanisme d'épissage alternatif, tandis que des variantes supplémentaires résultent par ailleurs d'une polyadénylation alternative.
Sept gènes apparentés au gène recA ont été recensés chez les mammifères : Rad51, Rad51L1/B, Rad51L2/C, Rad51L3/D, XRCC2, XRCC3 et DMC1/Lim15. Hormis la DMC1, spécifique à la méiose, toutes ces protéines sont indispensables au développement des mammifères.
Chez l'humain, la protéine RAD51 compte 339 résidus d'acides aminés et joue un rôle essentiel dans la recombinaison homologue lors de la réparation de l'ADN à la suite de lésions doubles brins. Au cours de ce processus, des brins d'ADN sont échangés moyennant l'hydrolyse de molécules d'ATP, et la protéine RAD51 intervient dans la recherche d'homologie entre ces brins, et leur appariement par complémentarité.
Contrairement aux autres protéines qui interagissent avec l'ADN, celles de la famille Rec1/Rad51 forment un filament hélicoïdal de nucléoprotéine sur l'ADN.
La protéine RAD51 peut interagir avec la RPA, la BRCA2, la PALB2 et la RAD52 (en).

## En médecine
Une mutation du gène est impliquée dans le syndrome des mouvements en miroir familiaux congénitaux.